# Sodium
Le sodium est l'élément chimique de numéro atomique 11, de symbole Na (du latin natrium). Il fait partie du premier groupe du tableau périodique et plus particulièrement des métaux alcalins. Sur Terre et dans les autres corps telluriques il est généralement lié à d'autres éléments au sein de nombreux minéraux. Il est abondant dans l'eau de mer (avec une teneur d'environ 10,8 g/kg), sous la forme d'ions libres. Le sel de cuisine, qui provient directement ou indirectement de l'eau de mer, est constitué de chlorure de sodium.
Dans les conditions normales de température et de pression, le corps simple est un métal mou, de couleur argentée. Très réactif, il s'oxyde rapidement au contact de l'air et réagit violemment avec l'eau.

## Histoire
Le sodium est depuis longtemps reconnu dans les composés, mais il ne fut pas isolé avant 1807, lorsque Sir Humphry Davy réalisa l'électrolyse de la soude caustique. Pendant le Moyen Âge, un composé du sodium avec le nom latin de sodanum était utilisé pour le traitement des maux de tête. Le symbole du sodium, Na, vient du nom latin d'un composé du sodium appelé natrium, qui lui-même vient du grec νίτρον / nítron, un carbonate de sodium naturel (le natron). En allemand, en danois, en norvégien ou en néerlandais, sodium se dit natrium.

## Isotopes
Le sodium possède 22 isotopes connus, avec un nombre de masse variant entre 18 et 37. Seul le sodium 23 (23Na) est stable, ce qui fait du sodium un élément monoisotopique. À part 22Na et 24Na, isotopes radioactifs cosmogéniques de demi-vies 2,604 ans et 14,96 heures, les radioisotopes du sodium ont tous une demi-vie inférieure à une minute, voire une seconde pour la majorité d'entre eux. En pratique, seul 23Na est trouvé dans la nature et le sodium est donc considéré comme un élément mononucléidique.

## Caractéristiques notables

### Caractéristiques chimiques

Sodium métallique.

Comme les autres métaux alcalins, le sodium a un aspect doux, blanc argenté, légèrement rosé. C'est un élément très réactif ; en particulier il s'oxyde lentement à l'air humide et réagit violemment avec l'eau : il libère une grande quantité d'hydrogène et produit une explosion, ce qui force à le conserver dans le pétrole ou sous une atmosphère inerte d'azote ou d'argon.
Le sodium est léger, flotte sur l'eau et la décompose en libérant du dihydrogène et en formant de la soude (hydroxyde de sodium) :
Na + H2O → Na+ + OH− + {\displaystyle {\tfrac {1}{2}}} H2

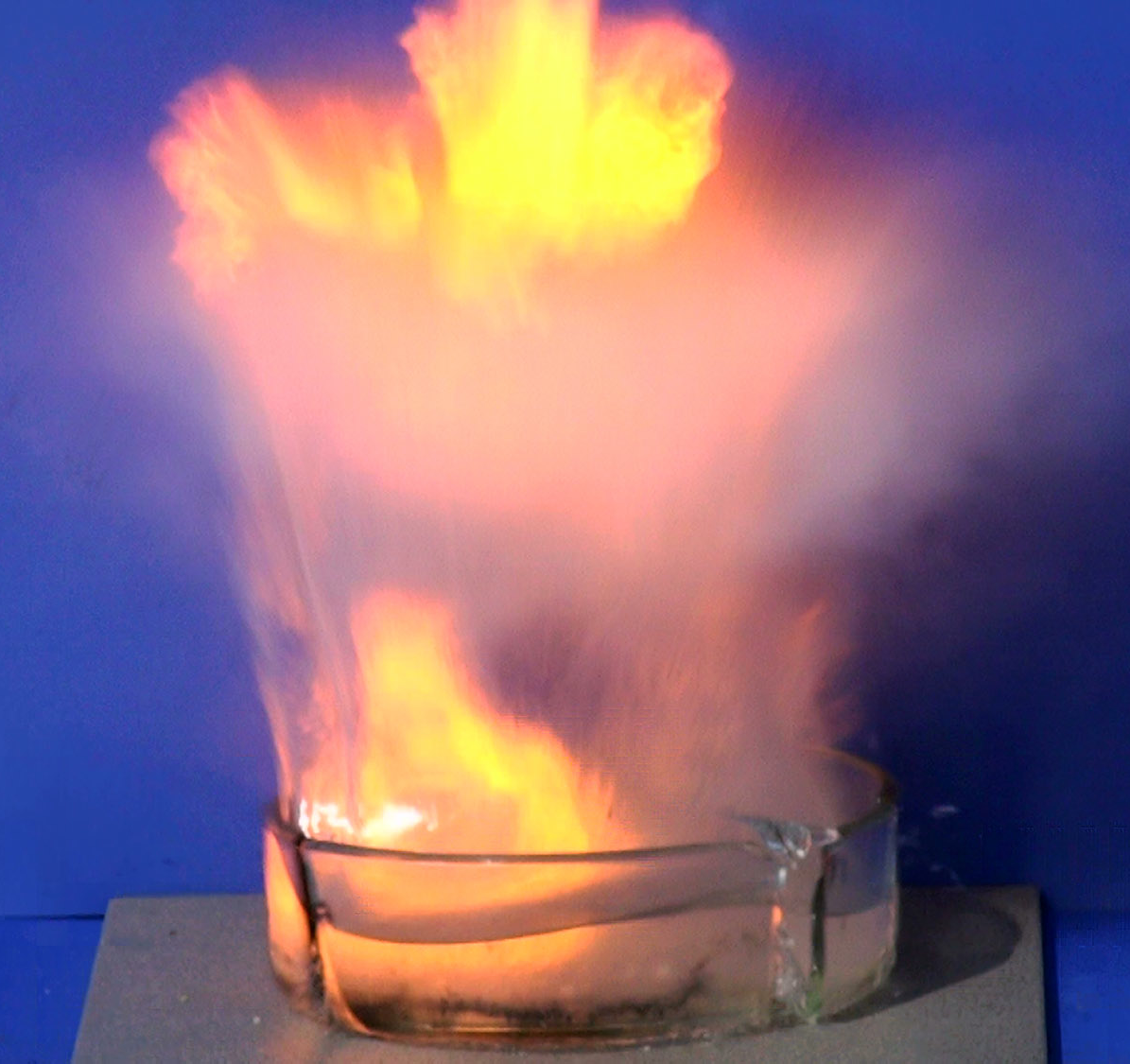
Réaction du sodium avec l'eau.

La chaleur dégagée par la réaction exothermique de décomposition de l'eau suffit généralement, en présence d'oxygène, à faire détoner l'hydrogène produit.
Sa température de fusion relativement basse, aux alentours de 97,81 °C, le rend facile à manipuler, stocker et transporter (en citernes par exemple, dans lesquelles on le solidifie pour le refondre à l'arrivée), à condition d'être très vigilant à bien le laisser toujours sous atmosphère inerte et à l'abri de l'eau ou de l'humidité, en raison de sa grande réactivité.
Ce métal brûle dans l'air avec une flamme jaune (mais il ne s'enflamme qu'à des températures supérieures à 388 K, soit 115 °C).

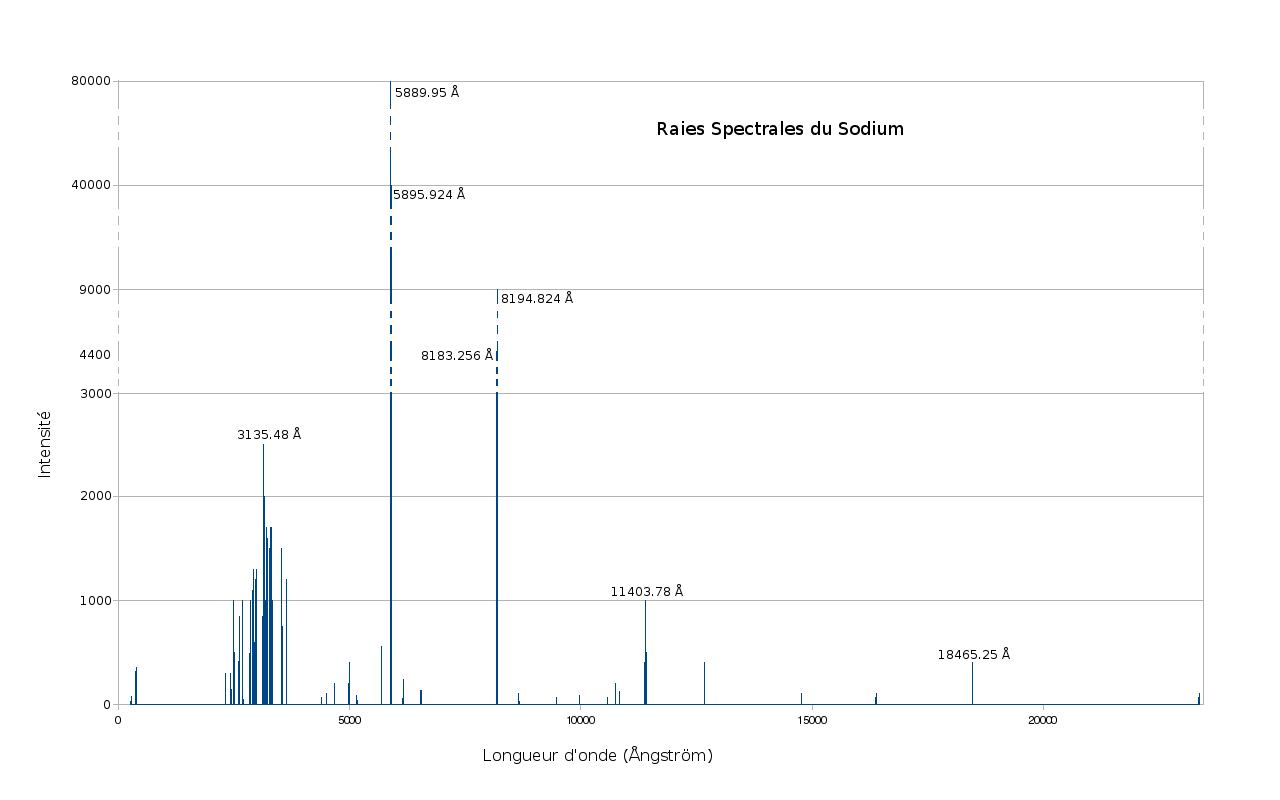
Raies spectrales du sodium.

Le spectre du sodium possède la particularité de présenter un doublet spectral très brillant dans le jaune. Ces deux raies, localisées à 589,00 et 589,59 nm sont généralement notées respectivement D2 et D1. Leur interférence est responsable d'un phénomène de battement en intensité.
À mesure que la pression augmente, le sodium devient isolant et prend l’aspect d’un matériau noir, puis celui d’un matériau translucide rouge avant de finalement devenir transparent sous une pression de 200 gigapascals.

### Caractéristiques physiques
- C'est un excellent conducteur électrique.
- Le sodium est utilisé comme fluide caloporteur à haute température, seul, ou allié au potassium à plus basse température : le mélange NaK est liquide à température ambiante. L'alliage de 78 % K potassium et 22 % Na est liquide jusqu'à −12,6 °C et bout à 785 °C.
- Coefficient de dilatation à 25 °C = 70 × 10−6 °C−1.
- Formule pour la masse volumique du solide : ρ = 971 / (1+0,00007*(t-20))3 ; avec ρ en kg/m3 et t en °C.
- Corrélation pour la masse volumique du liquide : ρ = 949 - 0,223 × t - 0,0000175 × t2 ; avec ρ en kg/m3 et t en °C ; applicable entre 100 et 800 °C[1].
- Corrélation pour la valeur de Cp du solide : Cp = 1,02954 + 0,00059184 × t + 0,00000010528 × t2 ; avec Cp en kJ/(kg⋅K) et t en °C ; applicable entre 0 et 90 °C[1].
- Corrélation pour la valeur de Cp du liquide : Cp = 1,62957 - 0,000832987 × T + 0,000000462265 × T2 ; avec Cp en kJ/(kg⋅K) et T en K ; applicable entre 100 et 800 °C[1].
- Corrélation pour la viscosité dynamique du liquide : μ = −3,759 × 10−12 × t3 + 6,300 8 × 10−9 × t2 - 3,729 × 10−6 × t + 9,980 6 × 10−4 ; avec μ en kg/(m⋅s) et t en °C ; applicable entre 100 et 700 °C.
- Corrélation pour la conductivité thermique du liquide : λ = (2,442544 × (t + 273,15)) / (6,8393 + 0,033873 × t + 0,000017235 × t2) ; avec λ en W/(m⋅K) et t en °C ; applicable entre 100 et 700 °C[1].
- Corrélation pour la pression de vapeur saturante : Ps = 4,216 × 1013 × (t + 273,15)-1,18 × exp[−13 308,94 / (t + 273,15)] ; avec Ps en Pa et t en °C ; applicable entre 100 et 800 °C[9].

| Température (°C) | Masse volumique ρ (kg/m3)      | Viscosité dynamique μ (10−3 kg/(m⋅s) | Conductivité thermique λ (W/(m⋅K)) | Capacité calorifique à pression constante Cp (kJ/(kg⋅K) | Commentaire  |
| ---------------- | ------------------------------ | ------------------------------------ | ---------------------------------- | ------------------------------------------------------- | ------------ |
| −173,15          | 1 011,5                        |                                      |                                    | 0,9791                                                  | solide       |
| 0                | 975,1                          |                                      | 141,0 (142,0)                      | 1,0295                                                  | solide       |
| 20               | 971                            |                                      | 142                                | 1,0414                                                  | solide       |
| 25               | 970,0                          |                                      |                                    | 1,2259 (1,0444)                                         | solide       |
| 97,80            | 955,3 (solide) 927,0 (liquide) | 0,690 (0,705)                        | 83,7                               | 1,5525                                                  | liquéfaction |
| 200              | 903,7                          | 0,450                                | 81,5 (80,8)                        | 1,4815                                                  | liquide      |
| 300              | 880,5                          | 0,340 (0,345)                        | 75,7 (75,5)                        | 1,4213                                                  | liquide      |
| 400              | 857,0                          | 0,278 (0,284)                        | 71,2 (71,0)                        | 1,3704                                                  | liquide      |
| 500              | 831,1                          | 0,234 (0,239)                        | 66,8 (67,2)                        | 1,3704                                                  | liquide      |
| 600              | 808,9                          | 0,212 (0,210)                        | 63,9                               | 1,2962                                                  | liquide      |
| 700              | 784,3                          | 0,186 (0,193)                        | 61,0                               | 1,2730                                                  | liquide      |
| 800              | 759,4                          | 0,179 (0,165)                        | 58,3                               | 1,2590                                                  | liquide      |
| 883              |                                |                                      |                                    |                                                         | ébullition   |

## Utilisations du sodium
Le sodium sous sa forme métallique est utilisé dans la fabrication des esters ainsi que dans celle d'autres composés organiques, utilisés en particulier dans l'industrie pharmaceutique, les cosmétiques, les pesticides (métam-sodium), etc.
Il a été longtemps utilisé, sous forme d'alliage avec le plomb, pour la production de plomb tétraéthyle, additif antidétonant pour le carburant automobile.
Autres utilisations du sodium métal :
- pour la synthèse de l'indigo artificiel, du borohydrure de sodium, dans la réduction de Birch
- dans certains alliages, pour améliorer leur structure, ou, dans le cas du NaK (alliage de sodium et de potassium), pour ses qualités de transfert thermique ;
- pour purifier les métaux fondus ;
- pour la fabrication des lampes à vapeur de sodium grâce au doublet du sodium ;
- pour la fabrication du silicium utilisé dans l'électronique ou les panneaux solaires ;
- pour les batteries sodium - soufre.
- pour les batteries sodium - ion[11].
- le sodium sous forme liquide constitue un fluide caloporteur efficace (assurant le transfert de chaleur) : on l'utilise dans ce but principalement dans les soupapes (creuses) de moteurs poussés (par exemple le Rolls-Royce Merlin). Il sert également dans les réacteurs nucléaires à neutrons rapides (Cf. infra)

La vapeur de sodium (utilisée dans les lampes) est très réactive : par exemple, à 1 400 °C, elle réagit avec l'alumine en formant de l'aluminate de sodium.

### Industrie nucléaire
Le sodium liquide est un produit dangereux notamment du fait de risque de feux de sodium particulièrement difficiles à éteindre. Mais il intéresse l'industrie nucléaire comme fluide caloporteur dans les réacteurs nucléaires à neutrons rapides, pour deux raisons : ses qualités de conductivité thermique et de capacité calorifique élevée, et le fait d'être peu capturant aux neutrons thermiques (0,4 barn de section efficace) et a fortiori aux neutrons rapides. Toutefois, un peu de sodium 24 est formé au cours du fonctionnement (lorsque le sodium traverse le cœur du réacteur). Le sodium 24 est radioactif, d'une demi-vie courte de 15 h en donnant du magnésium 24 stable. Cela empêche l'approche des circuits jusqu'à une semaine suivant l'arrêt.
Les techniques de maîtrise de ce sodium font l'objet d'un travail continu par le CEA à Cadarache, y compris pour le démantèlement de Superphénix, entamé en 1998 et dans la perspective d'une éventuelle mise en œuvre du projet de prototype de réacteur à neutrons rapides « Astrid ».
Le réseau dit « école internationale du sodium et des métaux liquides », a accueilli, depuis sa création en 1975, plus de 4 000 stagiaires ; « L’essentiel des recherches s’applique au fonctionnement d’un générateur de vapeur chauffé directement par une circulation de sodium, et vise au contrôle du risque de contact entre le sodium et l’eau. Mais des expériences concernent aussi l’hypothèse d’un générateur de vapeur alimenté par un circuit tertiaire au gaz, avec un circuit secondaire au sodium ». Des travaux visent à mieux neutraliser la vapeur de sodium (qui peut boucher certains filtres), à mieux neutraliser le sodium en cas d'accident ou incident ou lors des vidanges ou démantèlement d'installations (le procédé actuel, procédé NOAH, produit de l'hydrogène et de la soude caustique, deux produits dangereux), ainsi qu'à mieux utiliser l'acoustique pour détecter des débuts d’ébullition ou un état d’engazement du sodium, les ultrasons pour la mesure du débit et de la température du sodium fondu, et la chimie pour la mesure de la teneur en oxygène, les courants de Foucault pour le repérage de défauts dans les installations, la télémétrie, pour la mesure des distances ainsi que des capteurs pouvant être plus ou moins durablement immergés dans le sodium liquide. Un procédé de « carbonatation » permet par contact avec de la soude caustique sous exposition d'un flux de gaz carbonique de nettoyer des parois contaminées, en produisant des carbonates de sodium, inertes et solubles mais ce procédé est lent (moins d'un millimètre/jour).

## Fabrication
Le sodium sous forme métallique est fabriqué par électrolyse du chlorure de sodium fondu. Le chlorure de sodium fondant vers 800 °C, il est nécessaire pour des raisons techniques de l'utiliser en mélange avec du chlorure de calcium et du chlorure de baryum. Ce mélange permet de travailler à environ 600 °C. Au cours de chimie, cette expérience peut être réalisée en utilisant comme creuset une pipe en terre, comme cathode (où le sodium se dépose) une aiguille à tricoter en acier, comme anode (où le chlore se dégage) la mine en graphite d'un crayon noir taillé aux deux extrémités, et comme source de chaleur un bec Bunsen.
Les principaux producteurs de sodium sous forme métallique dans le monde sont :
- l'usine électrochimique de Pomblière opérée par MSSA - Métaux spéciaux en France, près de Moutiers, en Savoie ;
- différents producteurs récemment apparus en Chine (en Mongolie Intérieure, dans le Níngxià et le Henan).

Il est aussi possible d'obtenir du sodium métallique par électrolyse d'hydroxyde de sodium, NaOH, fondu c'est-à-dire vers 300 °C. Toutefois, comme il est plus difficile de récupérer le métal pur dans ce cas, l'industrie préfère l'électrolyse de NaCl.
Il est possible, et utilisé de manière artisanale aussi, d'utiliser une oxydoréduction du mélange de magnésium et soude cristalline, le tout chauffé.[réf. souhaitée]

## Composés du sodium
Les composés chimiques dans lesquels on trouve un ion sodium Na+ sont extrêmement nombreux. Parmi les plus simples on peut citer :
- le sel marin ou sel de table, qui est du chlorure de sodium (NaCl) ;
- la soude (Na+ + OH−) ou l'hydroxyde de sodium (NaOH) ;
- l'eau de Javel, qui contient du chlorure de sodium et de l'hypochlorite de sodium (NaClO).

On trouve également des composés du sodium :
- dans le savon (en combinaison avec des acides gras) ;
- dans les chaufferettes sous forme d'acétate de sodium.

## Importance biologique
Le sodium est indispensable à la vie, par exemple au fonctionnement de l'activité électrique des cellules, faisant intervenir des échanges trans-membranaires d'ions Na+.
L'ion sodium est l'un des éléments indispensables à l'organisme, normalement présent dans le sang à une concentration comprise entre 133 et 143 mmol/L.
Lorsqu'il est présent en excès (hypernatrémie - généralement à cause d'un régime trop riche en sel), c'est un facteur qui favorise la survenue d'hypertension , d'insuffisance cardiaque et de dégradation de la fonction rénale (au niveau des tubules).

## Conséquences environnementales
Quand il provient du sel, NaCl, massivement utilisé pour le salage des routes (14 % de la production), ou de remontées de sel à la suite d'un drainage ou à des arrosages excessifs, il contribue à la destruction et salinisation des sols et à l'intoxication de nombreuses espèces animales, végétales, fongiques et microbiennes.
Il existe néanmoins des bactéries extrémophiles qui peuvent survivre dans des milieux hyper-salés.

## Commerce
En 2014, la France est nette importatrice de sodium, d'après les douanes françaises. Le prix moyen à la tonne à l'import était de 2 000 €.